# NGC 51
NGC  51 je čočková galaxie vzdálená od nás zhruba 248 milionů světelných let nacházející se v souhvězdí Andromedy.